# 渡邉蒼
渡邉 蒼（わたなべ あお、2004年10月14日 - ）は、日本の俳優、元子役。東京都出身。ホリプロ所属。

## 略歴・人物
マイケル・ジャクソンの映像を見ていて「Ah! Oh!（アオ）」と「自分の名前を呼ばれているような気がした」とのきっかけからダンスを習い始める。歌とダンスが得意で、小学生時代には『歌唱王〜歌唱力日本一決定戦〜』（日本テレビ）や『THEカラオケ★バトル』（テレビ東京）に出演する。
2016年の『Chef〜三ツ星の給食〜』（フジテレビ系)、2017年の『愛を乞うひと』（日本テレビ系）などに出演して、新進気鋭の子役として期待を集める。2017年10月よりYG ENTERTAINMENT JAPANに所属し、翌2018年には演技を始めて1年半で子役オーディションを経てNHK大河ドラマ『西郷どん』に出演し西郷隆盛の幼少期・西郷小吉役を生き生きと好演して、主演の鈴木亮平からも賞賛される。
2019年度前期放送のNHK連続テレビ小説『なつぞら』ではヒロインの兄・奥原咲太郎の幼少期を演じ、劇中で「洒落男」の歌とともに軽やかなタップダンスを披露して注目を集める。
オフィシャル・ツイッターにて、2020年は歌とダンスを学ぶため韓国へ留学していたこと、2021年からソニー・ミュージックアーティスツに移籍したことを発表した。2023年12月、ホリプロに移籍。

## 出演

### テレビドラマ
- Chef〜三ツ星の給食〜（2016年10月13日 - 12月15日、フジテレビ） - 藤田直樹 役
- 愛を乞うひと（2017年1月11日、読売テレビ・日本テレビ） - 和知武則（幼少期） 役
- ブランケット・キャッツ（2017年6月23日 - 8月4日、NHK総合）
- 絶対、大丈夫（2017年6月25日、WOWOW） - 森山直太朗（幼少期） 役
- 大河ドラマ 西郷どん（2018年1月7日 - 12月16日、NHK） - 西郷小吉（西郷隆盛 幼少期） 役
- ドラマBiz ラストチャンス 再生請負人（2018年7月16日 - 9月3日、テレビ東京） - 樫村幸太郎 役[10]
- 琥珀の夢（2018年10月5日、テレビ東京） - 鳴江萬次郎（幼少時代） 役[11]
- 疑惑（2019年2月3日、テレビ朝日） - 白河宗治 役
- NHKスペシャル 詐欺の子（2019年3月23日、NHK総合） - 三浦和人 役[12]
- 僕が笑うと（2019年3月26日、関西テレビ・フジテレビ） - 鈴木浩太 役
- 連続テレビ小説 なつぞら（2019年4月1日 - 9月28日、NHK） - 奥原咲太郎（幼少期） 役[8]
- それぞれの断崖（2019年8月3日 - 9月21日、東海テレビ・フジテレビ） - 志方恭介 役
- 病室で念仏を唱えないでください 第2話（2020年1月24日、TBS） - 岡崎勉 役
- 今日から俺は!! SPドラマ（2020年7月17日、日本テレビ） - 今井勝良 役
- ここは今から倫理です。（2021年1月16日 - 3月13日、NHK総合） - 間幸喜 役[13]
- ナイト・ドクター 第3話（2021年7月5日、フジテレビ） - 下田真吾 役
- 君の花になる 最終話（2022年12月20日、TBS） - 柴崎 役
- 連続テレビ小説 舞いあがれ!（2023年3月27日 - 、NHK） - 森重朝陽 役

### バラエティ
- 歌唱王〜歌唱力日本一決定戦〜（2014年、日本テレビ）
- THEカラオケ★バトル（テレビ東京）
  - THEカラオケ★バトル「全国No.1選手権!春の陣」（2014年5月14日）
  - THEカラオケ★バトル「夏休みスペシャル U-18歌うま甲子園」（2014年7月30日）
  - THEカラオケ★バトル「U-12大会」（2015年2月18日）
- 痛快TV スカッとジャパン （フジテレビ）番組内ショートドラマ
  - ファミリースカッと「クラスの問題児とおばあちゃん」（2019年4月29日） - 孫 役
  - ファミリースカッと「不器用な父親の手作り弁当」（2019年10月21日） - 息子 役

### 映画
- たまゆら（2018年2月24日、シネマイーラ）
- 羊の木（2018年2月3日、アスミック・エース）
- 榎田貿易堂（2018年6月9日、アルゴ・ピクチャーズ） - タイチ 役
- ケアニン ～こころに咲く花～（2020年4月3日、ユナイテッドエンタテインメント） - 木下陸人 役

### 舞台
- ファーブル昆虫記〜ムシたちの四季〜（2013年7月25日、かつしかシンフォニーヒルズ モーツァルトホール、横浜、大阪、広島、熊本ツアー） - アリ 役
- フィスト・オブ・ノーススター〜北斗の拳〜（2021年12月8日 - 29日、日生劇場 ） - バット 役
  - ミュージカル『フィスト・オブ・ノーススター～北斗の拳～』（2022年9月25日 - 30日、Bunkamuraオーチャードホール / 10月7日-10日、キャナルシティ劇場） - バット 役[14]
- ミュージカル『ダーウィン・ヤング 悪の起源』（2023年6月7日 - 25日、シアタークリエ / 6月30日 - 7月2日、兵庫県立芸術文化センター 阪急中ホール） - 主演・ダーウィン・ヤング 役（大東立樹とWキャスト）[15]
- タカハ劇団『ヒトラーを画家にする話』（2023年9月28日 - 10月1日、東京芸術劇場） - 板垣健介 役
- 音楽劇『不思議な国のエロス』（2024年2月16日 - 25日、新国立劇場 小劇場） - アイアス 役
- 舞台『ハリー・ポッターと呪いの子』（2024年7月19日 - TBS赤坂ACTシアター） - アルバス・セブルス・ポッター 役[16]
- 舞台『WAR BRIDE -アメリカと日本の架け橋 桂子・ハーン-』（2025年8月5日 - 27日、よみうり大手町ホール / 9月6日・7日、兵庫県立芸術文化センター 阪急中ホール / 9月13日・14日、久留米シティプラザ グランドホール）[17]
- デスノート THE MUSICAL（2025年11月24日 - 12月14日〈予定〉、東京建物 Brillia HALL / 12月20日 - 23日〈予定〉、SkyシアターMBS / 2026年1月10日 - 12日〈予定〉、愛知県芸術劇場 大ホール / 1月17日・18日〈予定〉、福岡市民ホール 大ホール / 1月24日・25日〈予定〉、岡山芸術創造劇場ハレノワ 大劇場） - 主演・夜神月 役（加藤清史郎とWキャスト）[18][19]

### ラジオドラマ
- FMシアター（NHK-FM）
  - 「アラカルト！」（2024年2月10日）[20]
  - 『母が、来た』（2025年5月17日）[21][22]

### CM
- 日本コカ・コーラアクエリアス「見えない『がんばれ』サッカー部」篇（2019年10月 - ）
- ACジャパン・NHK共同キャンペーンCM『誰も知らない』（2021年7月 - ）
- ACジャパン・NHK共同キャンペーンCM『おせっかいでいい…』（2022年7月 - ）